# Blatá
Blatá este o arie protejată (arie specială de conservare — SAC, sit de importanță comunitară — SCI) din Slovacia întinsă pe o suprafață de 186,91 ha, integral pe uscat.

## Localizare
Centrul sitului Blatá este situat la coordonatele 49°05′33″N 20°02′34″E / 49.092471°N 20.042817°E.

## Înființare
Situl Blatá a fost declarat sit de importanță comunitară în aprilie 2004 pentru a proteja 3 specii de animale. Situl a fost protejat și ca arie specială de conservare în martie 2004.

## Biodiversitate
Situată în ecoregiunea alpină, aria protejată conține 5 habitate naturale: Formațiuni ierboase bogate în specii de Nardus, dezvoltate pe substraturi silicioase în zone montane (și în zone submontane, în Europa continentală), Mlaștini împădurite, Mlaștini alcaline, Liziere de ierburi înalte hidrofile de câmpie și de nivel montan până la alpin, Păduri acidofile de Picea de la nivel montan la nivel alpin (Vaccinio-Piceetea).
La baza desemnării sitului se află mai multe specii protejate de  mamifere (3): lupul (Canis lupus), vidră de râu (Lutra lutra), urs brun (Ursus arctos).
Pe lângă speciile protejate, pe teritoriul sitului au mai fost identificate 2 specii de plante.